# تاکسی شب
تاکسی شب (ایتالیایی: Taxi di notte) یک فیلم کمدی ایتالیایی به کارگردانی کارمینه گالونه است که در سال ۱۹۵۰ منتشر شد.

## بازیگران
- بنیامینو جییی
- کارلو نینچی
- یونه مورینو
- آرولدو تیری
- جوزپه رینالدی
- فرانکو کوپ
- گوستاوو سرنا
- نیکو پپه
- فیلیپ لومر
- ویرجینیا بلمونت
- پینا پیووانی
- اِدا سولیگو
- چیرو براردی
- جولیو باتیفری
- جوزپه وارنی
- پپینو اسپادارو